# Walter Lantz Productions
Walter Lantz Productions fue un estudio de animación estadounidense. Estuvo activo entre 1928 y 1973, era el mayor proveedor de animación para Universal Studios, hoy en día parte de NBC Universal.
El estudio fue originalmente fundado como Universal Studio Cartoons gracias a la iniciativa de Carl Laemmle quien estaba cansado de contratar los servicios de otras empresas. Walter Lantz, quien había trabajado en John R. Bray Studios y tenía experiencia en la producción de cortometrajes animados, fue elegido para dirigir el estudio.
En 1935, el nombre del estudio fue cambiado a Walter Lantz Productions bajo la dirección de Lantz y en 1940 trató de obtener los derechos de autor de sus personajes. Los dibujos animados continuaron siendo distribuidos por Universal.
Los personajes más importantes del estudio fueron el Pájaro Loco, Andy Panda, Chilly Willy y Oswald el conejo afortunado.
A lo largo de la historia del estudio, mantuvo la reputación de una calidad media en sus trabajos. Sus dibujos animados fueron considerados superiores a los de Famous Studios y Terrytoons, pero no obtuvieron el mismo reconocimiento artístico que los creados por The Walt Disney Company, Warner Brothers o UPA. Sin embargo, el estudio se veía beneficiado con la llegada de personas de otros lugares, debido a la diferencia entre Lantz y otros productores como Walt Disney, Fred Quimby y Eddie Selzer. Tex Avery fue uno de los muchos talentos que llegaron al estudio de Lantz.
Junto a Disney, Walter Lantz Productions tuvo una larga carrera en la producción de dibujos animados, la cual culminó en 1973. Desde entonces, los personajes han mantenido cierta popularidad en televisión.